# Догађаји и манифестације у Златиборском округу
Догађаји и манифестације у Златиборском округу у које спадају туристичке, етнографске и привредне манифестације, вашари и народних сабори, по својој природи прилагођене су туристичкој и привредној презентацији овог региона Србије. Ове манифестације су врло привлачан мотив за посетиоце, и често су саставни део боравка туриста у неком од места у овом округу и један од битнијих мотива за одабир будуће туристичке дестинације. 

## Опште информације
Општи појам манифестација, потиче од латинске речи „manifestacion” која означава ”јавно испољавање, показивање, објава, објављивање” односно ”јавно изражавање, приређивање”. Израз „манифестовати” значи ”испољити, објавити, објављивати, јавно испољити своје мишљење или расположење”, односно, ”учествовати—суделовати, у манифестацијама, јавно изразити, изражавати, показивати” (Вујаклија 1980) Наведени изрази указују да манифестације у ствари представљају различите догађаје, облике представљања и изражавања. Са туристичког становишта то би били облици приређивања програма са интересантним садржајем који може да привуче посетиоце.
Златиборски округ је територија која поседује разноврсна туристичка богатства, како природна, тако и антропогена, и то га чини идеалним за развој многобројних врста савременог туризма и туристички и културних манифестација.

## Значај
На туристичкој дестинацији Златиборског округа одржавају се многобројне манифестације и догађаји различитог карактера (културне, спортско-рекреативне, етнографско-фолклорне, музичке, филмске и друге). Оне су бројне не само у туристичким центрима већ и у околним селима. Најзаступљеније су у току летње туристичке сезоне, а ређе у току зиме и других периода у године.
У постојећој туристичкој понуди Златиборског округа, манифестације представљају догађаје који у великој мери допринесе атрактивности одређеног места, а самим тим и повећању промета типичних производа Западне Србије. 
У Златиборском округу од укупно 11% свих туристичких манифестација које се одржавају у Србији. Док се највећи број манифестација, у локалним самоуправама Златиборског округа одржавају у:
- Ужицу — 13,[1][2]
- Чајетини 11
- Новој Вароши — 11,

а најмањи број манифестација одржава се у:
- Сјеници —  4
- Ариљу —  3
- Косјерићу —  2

Највећи значај имају туристичке, етнографске и привредне манифестације, због промоција типичних производа Златиборског округа мада не треба умањивати ни значај вашара и народних сабора чији је циљ управо промоција локалне заједнице и њених вредности.

## Манифестације
Манифестације у туризму у Златиборском округу су по својој природи прилагођене туристичкој презентацији и врло су привлачне за посетиоце. Она су саставни део боравка туриста на овом ппростору, а неретко и један од битнијих мотива за одабир Златибора, Таре, Златара или Пештерске висоравни за туристичку дестинацију. У постојећој туристичкој понуди Златиборског округа, манифестације представљају догађаје који у великој мери могу да допринесу повећању атрактивности одређеног места, а самим тим и повећању промета типичних производаЗлатиборског краја. Значај манифестација и њихова посећеност се повећавају са присуством природних и друштвених мотива краја.
| Туристичке, етнографске и привредне манифестације на територији Златиборског округа | Туристичке, етнографске и привредне манифестације на територији Златиборског округа | Туристичке, етнографске и привредне манифестације на територији Златиборског округа | Туристичке, етнографске и привредне манифестације на територији Златиборског округа |
| Место одржавања                                                                     | Назив манифестације                                                                 | Опис                                                                                | Време одржавања                                                                     |
| ----------------------------------------------------------------------------------- | ----------------------------------------------------------------------------------- | ----------------------------------------------------------------------------------- | ----------------------------------------------------------------------------------- |
| Мачкат, Чајетина                                                                    | Пршутијада                                                                          | Промоција и продаја типичних сувомеснатих производа                                 | Јануар                                                                              |
| Шљивовица, Чајетина                                                                 | Шљивовички сајам домаће ракије                                                      | Промоција домаћих ракија                                                            | Април                                                                               |
| Расно, Сјеница                                                                      | Вашари                                                                              | Изложба народног стваралаштва                                                       | Мај                                                                                 |
| Мокра Гора, Ужице                                                                   | Завичајни дани Мокре Горе                                                           | Промоција типичних гастрономских производа и допунски садржаји                      | Јун                                                                                 |
| Сјеница                                                                             | Пољопривредни сајам                                                                 | Изложба пољопривредних производа                                                    | Јун                                                                                 |
| Сјеница                                                                             | Дани Сјеничке пите                                                                  | Промоција традиционалне гастрономије                                                | Јун                                                                                 |
| Скакавци, Косјерић                                                                  | Дани сеоског туризма                                                                | Промоција сеоског туризма и неговање старих заната и обичаја                        | Јун                                                                                 |
| Брдо Град, Косјерић                                                                 | Чобански дани                                                                       | Изложбе радова домаће радиности                                                     | Јул                                                                                 |
| Злакуса, Ужице                                                                      | Злакуса у песми и игри                                                              | Промоција грнчарства, фолклора, гастрономије                                        | Јул                                                                                 |
| Косјерић                                                                            | Златне руке Косјерића                                                               | Промоција локалних гастрономских потенцијала                                        | Јул                                                                                 |
| Сопотница, Пријепоље                                                                | Сопотнички извори                                                                   | Промоција изворног народног стваралаштва и сопотничке трпезе                        | Јул                                                                                 |
| Златар, Нова Варош                                                                  | Златне руке Златара                                                                 | Промоција традиционалних вредности: јела, стари занати, ношња, обичаји              | Јул/август                                                                          |
| Нова Варош Изложба меда                                                             | Дарови Златара                                                                      | Промоција народног фолклора                                                         | Јул/ август                                                                         |
| Злакуса, Ужице                                                                      | Међународна колонија уметничке керамике Злакуса                                     | Промоција традиционалног начина производње производа од глине                       | Август                                                                              |
| Сирогојно, Чајетина                                                                 | Вашар старих заната и занимања                                                      | Презентација и вредновање занатских вештина и умећа                                 | Август                                                                              |
| Божетићи, Нова Варош                                                                | Златарска сиријада                                                                  | Произвођачи златарског сира                                                         | Август                                                                              |
| Злакуса, Ужице                                                                      | Јесен у Злакуси                                                                     | Промоција грнчарства, фолклора, гастрономије                                        | Септембар                                                                           |
| Ужице                                                                               | Сајам меда и пчелињих производа                                                     | Промоција производа од меда                                                         | Септембар                                                                           |
| Висибаба, Пожега                                                                    | Пољопривредна изложба                                                               | Изложба пољопривредних производа                                                    | Октобар                                                                             |

### Сајам сувомеснатих производа „Пршутијада”
Пршутијада је традиционалан српски такмичарски сајам сувомеснатих произваода, који се одржава саке године у јануару у селу Мачкат, између Ужица и Златибора. На сајму се бирају најбољи српски сувомеснати производи, око 20 произвођача ужичке говеђе, свињске и овчије пршуте, сланине, стеље и кобасице.
Сваке године манифестацију прати богат културно-уметнички програм, изложбе разних рукотворина и традиционалних производа, предавања из области пољопривреде и богате награде за посетиоце као што су врећа пршута, 1 м² сланине, 10 метара кобасице.

### Шљивовички сајам домаће ракије
Шљивовачки сајам по свом садржају спада у привредно-туристичке манифестације. Презентација традиције и начина производње овог домаћег производа је посебна вредност Шљивовачког сајма, на коме локално становништво представља своје привредне производе. Шљивовачки сајам домаће ракије посети неколико хиљада посетилаца.
Ефекти ове манифестације се првенствено огледају у искоришћењу имена Шљивовица у маркетиншке сврхе чиме би се ово село промовисало. Истоимено, опште познато, пиће је традиционални производ већег дела наше земље, а коришћење имена Шљивовица има велики потенцијал. Промоција домаће ракије као локалног производа је значајна активност у управљању имиџом Златибора, који важи за подручје у коме се негује традицинална гастрономија. Поставка традиционалне апаратуре за печење ракије је позитиван пример повећања нивоа туристичке презентације, што је још један позитиван ефекат овог догађаја. Одржавање ове манифестације није имало веће ефекте на укупни туристички промет и потрошњу читаве дестинације, али је значајно са аспекта проширења понуде и развој руралног туризма.

### Злакуса у песми и игри
Сабор изворног стваралаштва Злакуса у песми и игри одржава се почетком јула. У склопу сабора, организује се и наступом дечијег фолклорног ансамбла Етно удружења Завичај и гостујућих ансамбала у самом Граду Ужицу.

### Међународна колонија уметничке керамике Злакуса
Mеђународна колонија уметничке керамике одржава се у Злакуси у организацији Удружења Керамика Злакуса, под руководством Софије Бунарџић академског сликара-керамичара из Ужица. Колонија се одржава у устаљеном термину од 1. до 11. августа сваке године под покровитељством Града Ужица и Министарства културе Републике Србије.
| „ | Посебност ове колоније огледа се кроз грађење финих спона између традиционалног лончарства јединственог по материјалу, методу рада и печењу керамике на отвореном пламену ватре и примени савремених тендеција у уметничкој керамици. | ” |

Кроз колоније је до сада прошао велики број уметника са свих континената (око 400), ликовних критичара, археолога, уметничких фотографа и архитеката.

### Завичајни дани Мокре Горе
Традиционална туристичка манифестација Завичајни дани Мокре Горе организује се сваке године, крајем јуна, у ужичком селу Мокра Гора, у организацији МЗ Мокра Гора и Удружење мокрогораца „Шарган”. Њен првобитни циљ је био да окупља Мокрогорце који су отишли из села и оне који су још увек ту, али је бројним садржајима прерасла у туристичку манифестацију. У оквиру манифестације демонстрирају се старе вештине, оживљавају обичаји, излажу предмети традиционалне занатске производње као и ткани и плетени производи женске домаће радиности. Читав догађај употпуњен је кулинарским специјалитетима златиборског краја (сир, кајмак, пршута, ракија) и препознатљивом музиком трубача.

### Дринска Регата (Бајина Башта)
Дринска регата је највећа регата у Југоисточној Европи са великим рок фестивалом „MOST FEST“ уз низ пратећих дешавања од сајмова здраве хране и народног стваралаштва преко такмичења на води и скокова са моста до концерата народне музике и трубачког предтакмичења за фестивал у Гучи. Регата се увек одржава крајем јула.

### Фијакеријада (Пожега)
Народно веровање је да се тог дана, на Божић, треба провозати како би нам цела година била успешна, па су Пожежани тог дана направили манифестацију на којој се љубитељи коња својим кочијама провозају од села Честобродица до Пожеге, где их дочекају звуци трубе и лепо дружење.

### Јесен у Злакуси
Културно-уметничка манифестација  Јесен у Злакуси је културно-уметничка манифестација која се одржава од 1992. године, у селу Злакуса, код Ужица. До 2009. године у оквиру ње се одржавала и једна од две међународне колоније керамике, а од тада је уведен и међународни сајам грнчарије – лончаријада, у организацији Удружења лончара Злакуса, МЗ Злакуса и Етно удружење „Завичај”.

### Чобански дани (Косјерић)
Манифестација дочарава живот и обичаје чобана, чобанске игре и песме, такмичење девојака у лепоти, ношњи, припреми традиционалних јела и вештини израде ручних радова, уз казивање легенди и догађаја из живота чобана. Дешава се почетком јула сваке године.

### Златарска сиријада
Манифестација је настала 1997. године, у Булатовићима, на фарми земљорадничке задруге из Нове Вароши, прво као својеврсно такмичење произвођача златарског сира, да би од 2013. године почела да се одржава у Новој Вароши, у оквиру манифестације Златарфест. Златарски сир од јуна 2013. године, званично је заштићен бренд са географском ознаком порекла у Заводу за заштиту интелектуалне својине.
У оквиру ове манифестације поред такмичења и изложбе најбољих сирева са Златара, одржава се и пратеће такмичење у прављењу најбоље пите од хељде (хељдопите) која без неизоставних састојака златарског сира и златарске хељде са обронака златног Златара не би била тако посебна.

### Међународни дечји музички фестивал  „Златини дани”
Фестивал „Златини дани” одржава се традиционално маја месеца на Златибору, у организацији Удружење уметника, Удружења љубитеља уметничког стваралаштва за децу „Лира” из Ужица и Туристичке организација „Златибор”. Као интегрални туристички производ Златибора фестивал доприноси његовом значају као центра дечјег и омладинског туризма.
По свом програмском садржају превасходно је музичког карактер, али и такмичарског типа у коме учествује преко петнаест дечака и девојчица из десет земаља. Награде се додељују за најбоље солисте и композиције.

### Златне руке Златара
Златне руке Златар је традиционална туристичка манифестација у организацији Туристичког и спортског центара Златар која се одржава у јуну или јулу сваке године. На овој већ традиционалној изложби рукотворина, сувенира, пића, посуђа и старих заната окупљају се бројни излагачи из Пријепоља, Прибоја, Сјенице, Ужица, Пожеге, Ниша, Крагујевца и града домаћина.
Циљ манифестације је промоција традиционалних вредности: јела, стари занати, ношња, обичаја Србије.

### Сајам меда у Ужицу
Сајам меда одржава се тардиционално у септембру месецу сваке године на Краљевом тргу у Ужицу. Ову продајну изложбу организује Удружење пчелара Златибор" Чјетина, а покровитељ је општина Чајетина. 
На сајму посетиоци могу да пробају и да купе најквалитетнији мед, полен, матичну млечицу, прополис, мед са додатком лековитог биља, медењака, као и разне креме и балзаме, али и да добију савете пчелара о њиховој правилној употреби.

### Вашар старих заната и занимања
Вашар старих заната одржава се традицоонално сваке године у августу месецу у Музеју на отвореном „Старо село“ у Сирогојну. Ова манифестација окупља занатлије златиборског краја који поред излагања и продаје  производа представљају и традиционалне занатске вештине израде тих производа. 
Циљ програма је да се допринесе очувању, развоју, презентовању и вредновању занатских  умећа који представљају део нематеријалног културног наслеђа Србије. У току вашара биће представљене и употребне вредности занатских производа и организоване и радионице за посетиоце Музеја што је још један вид музејске комуникације са туристима и мештанима околних места.